# 德干苏丹国
德苏丹国是指在中世纪后期统治印度德干高原的五个不同王朝。由多个不同背景的种族建立。这五个王朝分别是比德尔蘇丹國、比贾布尔蘇丹國、艾哈迈德讷格尔蘇丹國、貝拉爾蘇丹國和戈爾康達蘇丹國。